# Öztürkçe
Öztürkçe (etwa: reines Türkisch) bezeichnet eine puristische Form des Türkischen, die im Gegensatz zum Osmanischen weitgehend frei von persischen und arabischen Einflüssen ist. Öztürkçe war aktives Ziel der türkischen Sprachreform. Durchgesetzt wurde diese Sprachpolitik der Turkisierung durch die Schriftreform und ab 1932 durch die Gesellschaft für Türkische Sprache (TDK). Die TDK sammelte zu diesem Zweck turksprachliches Wortgut in historischen Quellen und anatolischen Dialekten. Auf dieser Grundlage bildete die TDK eine große Anzahl von Neologismen, die mit Hilfe von Medien und Schulbüchern verbreitet wurden. Atatürk selbst verfasste 1937 anonym ein Geometrie-Buch für Schüler mit eigens von ihm ausgewählten Fachbegriffen, die heute noch in Verwendung sind. Ab den 1940er Jahren erarbeitete die TDK normative Wörterbücher (Türkçe Sözlük) und Rechtschreibführer (İmlâ kılavuzu).
Die Verwendung von Öztürkçe war und ist Indikator für die Weltanschauung des Kemalismus. Seit mehreren Jahrzehnten findet keine aktive Politik der Sprachlenkung mehr statt.